# Hypoponera mesoepinotalis
Hypoponera mesoepinotalis är en myrart som först beskrevs av Weber 1942.  Hypoponera mesoepinotalis ingår i släktet Hypoponera och familjen myror. Inga underarter finns listade i Catalogue of Life.